# Şenal Sarıhan
Şenal Sarıhan, née le 17 février 1948 à Sivrihisar (Turquie), est une avocate, féministe, militante des droits de l'homme et femme politique turque. Membre du CHP, elle est députée depuis 2015.

## Biographie
Professeur de métier, elle est active au sein de l'Association turque des enseignants, rejoignant son comité exécutif en 1967 et rédigeant des articles pro-syndicats pour son journal. Elle est condamnée à vingt-deux ans de prison pour ces écrits en 1971 mais est finalement libérée à la suite d'un changement de gouvernement en 1974. Après sa libération, elle commence à étudier le droit et obtient son diplôme d'avocate en 1976. Elle se spécialise dans les affaires relatives aux droits de l'homme, en défendant des militants et des intellectuels. En 1980, elle est de nouveau emprisonnée pendant 35 jours pour avoir adhéré à des thèses antigouvernementales dans un article de presse.
En 1986, elle fonde la Contemporary Lawyers Association, et en devient la présidente. Dix ans plus tard, elle créé Contemporary Women's Association to protest for women's rights. En 1997, elle reçoit le prix Robert F. Kennedy des droits de l'homme. En 1998, elle demande la démission du ministre Işılay Saygın, qui avait défendu la pratique du test de virginité dans une interview.
Elle est une opposante active de plusieurs initiatives du gouvernement du Premier ministre Recep Tayyip Erdoğan, estimant qu'elles vont à l'encontre des droits des femmes. En 2004, elle s'oppose ainsi à une loi anti-adultère, estimant qu'elle serait principalement utilisée contre les femmes. En 2007, elle exprime des craintes quant au retour de la charia (un projet finalement abandonné),. L'année suivante, elle organise un rassemblement d'environ 40 000 personnes pour protester contre la levée de l'interdiction des voiles islamiques à l'université. 
Membre du CHP, elle est élue députée en 2015.

## Source de la traduction
- (en) Cet article est partiellement ou en totalité issu de l’article de Wikipédia en anglais intitulé « Şenal Sarıhan » (voir la liste des auteurs).